# Lavoro a domicilio
Il lavoro a domicilio è un tipo di lavoro nell'ambito dello scopo di una residenza. Nel lavoro a domicilio la prestazione è resa al domicilio del lavoratore.
Non bisogna confondere il lavoro a domicilio con il lavoro domestico, nella quale la prestazione è resa al domicilio del datore di lavoro.

## In Italia

### Definizione
Nell'ordinamento italiano, l'istituto del lavoro a domicilio è stato regolato dalla legge 18 dicembre 1973 n. 877 ("Nuove norme per la tutela del lavoro a domicilio"), con la quale è stata introdotta una disciplina specifica per questo tipo di rapporto di lavoro.
L'art. 1 della legge ora richiamata, come modificato dalla legge 16 dicembre 1980 n. 858, indica il connotato essenziale del lavoro a domicilio nell'espletamento dell'attività lavorativa presso l'abitazione del lavoratore o in un locale di cui egli abbia la disponibilità, non di diretta pertinenza del datore di lavoro.

### Funzione
Il contratto di lavoro a domicilio può soddisfare sia l'interesse dell'impresa di realizzare l'opportuno decentramento di talune attività, sia l'interesse del lavoratore di prestare la propria attività lavorativa in un luogo di sua convenienza e scelta. Può costituire, tuttavia, un espediente del datore di lavoro per confinare il prestatore all'esterno dei locali aziendali.
Quando si riscontrano attività lavorative che non richiedendo l'utilizzo di attrezzature e macchine di rilevanti dimensioni e costi, né l'impiego di una consistente forza lavoro, possono essere espletate anche presso il domicilio del lavoratore. Il lavoro a domicilio viene preso in considerazione dall'articolo 2128 del codice civile, che estende al suo ambito le norme sul lavoro nell'impresa quando compatibili.

### Il concetto di subordinazione
Il lavoratore a domicilio resta a tutti gli effetti un lavoratore subordinato. La legge 877/73, in deroga al disposto dell'art. 2094 del codice civile, prevede tuttavia una nozione di subordinazione "attenuata" rispetto a quella valida per la generalità dei lavoratori. 
Egli deve infatti:
- custodire il segreto sul modello del lavoro affidatogli;
- attenersi alle istruzioni ricevute dall'imprenditore riguardo alla esecuzione del lavoro oggetto del contratto stesso;
- astenersi dall'eseguire lavori in proprio o per conto di terzi in concorrenza con l'imprenditore-datore di lavoro.

Si considera infatti lavoratore subordinato il prestatore che sia "tenuto ad osservare le direttive dell'imprenditore circa le modalità di esecuzione, le caratteristiche e i requisiti del lavoro da svolgere", e che svolga la prestazione con lavoro proprio e di familiari, senza l'ausilio "di manodopera salariata e di apprendisti".
La giurisprudenza ha chiarito che la subordinazione non è esclusa dall'eventuale esecuzione di commesse in favore di più datori di lavoro (Cassazione, 11.11.2004, n. 21449), né dall'iscrizione del prestatore nell'albo delle imprese artigiane (Cassazione, 22.04.2002, n. 5840).

### Attività vietate
L'art. 2 della legge 877/73 prevede tre ipotesi in cui è espressamente vietato ricorrere al lavoro a domicilio:
1. lavorazioni che comportino l'impiego di sostanze o materiali nocivi o pericolosi per la salute o l'incolumità del lavoratore e dei suoi familiari;
2. azienda interessata a programmi di ristrutturazione, riconversione o riorganizzazione che abbiano comportato licenziamenti o sospensioni dal lavoro, per un periodo di tempo di un anno dall'adozione dell'ultimo provvedimento;
3. azienda che, dopo aver ceduto a terzi macchinari ed attrezzature, continui la medesima lavorazione affidandola a lavoratori a domicilio.

### Peculiarità del rapporto

#### I soggetti
La legge prevede che i lavoratori a domicilio debbano essere iscritti in un apposito registro tenuto a cura dei Centri per l'impiego.
I datori di lavoro che intendano avvalersi di lavoratori a domicilio sono tenuti ad iscriversi in un apposito "registro dei committenti", tenuto dalle Direzioni provinciali del lavoro.

#### La retribuzione
Il calcolo della retribuzione avviene in base al sistema delle tariffe di cottimo pieno, fissate dai contratti collettivi di lavoro.
La contrattazione collettiva determina convenzionalmente il tempo che un lavoratore di media capacità impiega a svolgere la lavorazione oggetto della commessa.
Se il contratto collettivo non prevede le tariffe di cottimo, la legge dispone che esse siano determinate da una Commissione (a composizione mista lavoratori - datori di lavoro) istituita presso le Direzioni regionali del lavoro.
I contratti collettivi prevedono inoltre ulteriori voci retributive, quali il trattamento di fine rapporto, la maggiorazioni per il lavoro festivo o notturno, il rimborso spese per l'uso di attrezzature di proprietà del lavoratore.
Il lavoro concretamente svolto dal prestatore risulta da un apposito registro aziendale (in cui vengono riportate le commesse) e da un libretto personale di controllo, tenuto dal lavoratore, in cui sono annotate le singole consegne, il tipo di lavoro da eseguire, la qualifica del prestatore, la misura della retribuzione, le eventuali maggiorazioni.

#### Altre specificità
In generale, non trovano applicazione al lavoro a domicilio le seguenti norme:
- la disciplina sul licenziamento individuale, salvo che il rapporto non si connoti per una ragionevole continuità del rapporto (Cassazione, 22.01.1987, n. 615)
- la disciplina relativa a ferie, permessi e festività, salva diversa disposizione del contratto collettivo
- le norme relative alla sicurezza sul lavoro, con la sola eccezione dell'obbligo datoriale di informazione in ordine ai rischi per la salute connessi all'attività lavorativa, alle misure di prevenzione, ai rischi specifici cui il prestatore è esposto;
- la disciplina dell'orario di lavoro, dei riposi, del lavoro notturno
- la disciplina sul lavoro dei minori, con l'eccezione delle norme che prevedono l'obbligo di visita medica preassuntiva, il divieto di lavori pesanti o insalubri, e l'obbligo di garantire un ambiente di lavoro idoneo a tutelare la salute del minore.

### Sicurezza sociale
Ai lavoratori a domicilio è esteso il regime delle assicurazioni sociali obbligatorie contro invalidità e vecchiaia, malattia, maternità, disoccupazione, infortuni e assegni per il nucleo familiare.
È invece esclusa l'applicabilità delle norme sulla cassa integrazione guadagni. Non è vero